# Tarzan und das Leopardenweib
Tarzan und das Leopardenweib (Originaltitel: Tarzan and the Leopard Woman) ist ein US-amerikanischer Abenteuerfilm von Kurt Neumann aus dem Jahr 1946. Grundlage für das Drehbuch waren die Tarzan-Romane von Edgar Rice Burroughs. Uraufgeführt wurde der Film im Januar 1946. In Deutschland wurde der Film erstmals am 3. August 1951 in den Kinos gezeigt.

## Handlung
Ein Verletzter erreicht ein Dorf am Sambesi, in dem sich auch Tarzan aufhält. Der Mann steht kurz vor seinem Tod, kann aber erzählen, dass die Karawane, zu der er gehörte, von Leoparden angegriffen wurde. Tarzan erklärt dem Regierungsbeamten, dass Leoparden Zähne und Krallen gleichzeitig einsetzen, um zu töten, der nun Verstorbene aber nur Krallenwunden aufweise. Es können also keine Leoparden gewesen sein. Der Beamte glaubt Tarzan nicht und entsendet eine Safari um die Leoparden aufzuspüren und zu vernichten. Bevor die Safari aufbricht, benachrichtigt Dr. Lazar, ein Halbblut, seinen Stamm von scheuen Höhlenbewohnern von Tarzans Verdacht.
Lazar und die Hohepriesterin des Stammes Lea sind sich einig, dass sie, um ihren Stamm und ihre Heimat Bagandi zu schützen, weiterhin Karawanen überfallen lassen müssen, und dass Tarzan zu einer Gefahr geworden ist. Diesmal lassen sie echte Leoparden die Safari überfallen, zu der auch Tarzan, Jane, deren Adoptivsohn Boy, die Schimpansin Cheetah und vier Lehrerinnen angehören. Tarzan schlägt die Raubkatzen in die Flucht, ist aber immer noch der Meinung, dass sie nicht für die anderen Angriffe verantwortlich sind. Doch der geschockte Regierungsbeamte glaubt ihm immer noch nicht.
Leas Bruder Kimba hat den Angriff der Leoparden heimlich beobachtet. Um in den Augen der Stammesmitglieder, insbesondere Lazars, der ihn nicht mag, an Ansehen zu gewinnen, will er Tarzan und seine Familie töten. Dazu sucht er Tarzans Baumhaus auf, in dem sich die Familie nun wieder aufhält. Er gibt sich als von Hunger geplagter Mann aus, der sich verirrt hat. Tarzan und Boy misstrauen dem jungen Mann, doch Jane will ihm helfen zu seiner Karawane zurückzufinden. Während Tarzan und Boy abwesend sind, stiehlt Kimba ein Messer und zieht das Leopardendress seines Stammes an. Gerade als er die nichtsahnende Jane angreifen will, kehren Tarzan und Boy zurück.
Als die Safari in Bagandi ankommt, versichert sich der Beamte, dass die mitgereisten Lehrerinnen sicher sind. Lea und Lazar veranlassen ein Attentat auf die Lehrer. Während des Angriffs wird Boy, der in Kimbas Leopardendress ankommt, ebenfalls von den Bagandis angegriffen. Von Cheetah alarmiert, eilt Tarzan herbei, rettet Boy und die angegriffenen Frauen, wird dabei aber gefangen genommen. Derweil versucht Kimba Boy und Jane zu töten, wird aber von Cheetah niedergeschlagen und von Boy in einen Bambuskäfig gesperrt.
In der Höhle der Bagandis fordert Lea Tarzan auf, den Aufenthaltsort Kimbas zu verraten. Die Männer des Stammes greifen das Baumhaus an und nehmen Jane und Boy gefangen. In der Höhle sollen Tarzan und seine Familie sowie die Lehrerinnen dem Leopardengott des Stammes geopfert werden. Als die Leopardenkrieger ihren Stammestanz aufführen, schleicht Cheetah in die Höhle und entfesselt Tarzan, Boy und Jane. Als Tarzan den Pfahl, an dem er gefesselt war, umstürzt, beginnt die Höhle einzustürzen. Kurz bevor die Höhle ganz zusammenstürzt, sieht Tarzan Kimba, der Lazar erschießt und dann von herabfallenden Felsbrocken erschlagen wird. Tarzan, Jane, Boy und Cheetah können zusammen mit den Lehrerinnen aus der Höhle fliehen.

## Hintergrund
Der Film ist das zehnte Tarzan-Abenteuer mit Johnny Weissmüller als Tarzan. Lillian Molieri, die Darstellerin einer der Lehrerinnen, geboren in Nicaragua, war 1945 Miss Mittelamerika. Die übrigen Lehrerinnen wurden von Iris Flores, Helen Gerald und Kay Solinas gespielt.
Kameramann Karl Struss gewann 1929 den ersten Kamera-Oscar. Auch Production Manager Clem Beauchamp war ein Oscargewinner. Er wurde 1936 in der nicht mehr existierenden Kategorie Beste Regieassistenz ausgezeichnet. Ton-Ingenieur John R. Carter wurde 30 Jahre später (1976) mit dem Oscar geehrt.

## Kritiken
„Fantasiearmes Serien-Produkt, routiniert, aber allenfalls für unbedarfte Fans“, meinte das Lexikon des internationalen Films.

## Synchronisation
Die deutsche Synchronfassung entstand 1951 bei der RKO Synchron Abteilung Berlin. Wie beim Vorgängerfilm wurde aus „Boy“ ein „Burt“.
| Rolle             | Darsteller         | Synchronsprecher     |
| ----------------- | ------------------ | -------------------- |
| Tarzan            | Johnny Weissmüller | Wilhelm Borchert     |
| Jane              | Brenda Joyce       | Rose Sybille Lorandt |
| Lea               | Acquanetta         | Elisabeth Ried       |
| Dr. Lazar         | Edgar Barrier      | Klaus Miedel         |
| Regierungsbeamter | Dennis Hoey        | Alfred Haase         |
| Mongo             | Anthony Caruso     | Reinhard Kolldehoff  |